# Ured Vijeća za nacionalnu sigurnost
Ured Vijeća za nacionalnu sigurnost, dio Vijeća za nacionalnu sigurnost Republike Hrvatske. Pruža administrativnu potporu radu Koordinacije za sustav domovinske sigurnosti. U svezi s njome, Ured Vijeća za nacionalnu sigurnost pribavlja potrebne podatke od tijela nadležnih za pojedina područja od interesa za rad Koordinacije za sustav domovinske sigurnosti. Sudjeluje u izradi strateških dokumenata iz područja nacionalne sigurnosti i sustava domovinske sigurnosti, kao i u izradi procjene nacionalnih sigurnosnih rizika i određivanju prioriteta u njihovu tretiranju te u svezi s tim surađuje i daje potporu nadležnim državnim tijelima, osobito onima čije su obveze određene zakonom kojim se uređuje sigurnosna zaštita kritičnih infrastruktura.